# Casimcea (rezervație naturală)
Casimcea (rezervație naturală) este o arie protejată de interes național ce corespunde categoriei a IV-a IUCN (rezervație naturală de tip mixt - geologic, paleontologic și peisagistic), situată în județul Tulcea pe teritoriul administrativ al comunei Casimcea.

## Descriere
Rezervația naturală a fost declarată arie protejată prin Hotărârea de Guvern Nr.2151 din 30 noiembrie 2004 (privind instituirea regimului de arie protejată pentru noi zone) și se întinde pe o suprafață de 137 hectare.
La baza desemnării rezervației se află mai multe specii avifaunistice (pietrar răsăritean, șorecar mare, acvilă de câmp, șoim călător) enumerate în anexa I-a a Directivei Consiliului European 147/CE din 30 noiembrie 2009 (privind conservarea păsărilor sălbatice); precum și câteva specii vegetale de stepă considerate endemice pentru Dobrogea (Sedo hillebrandtii – Polytrichetum piliferi, Festucetum calierii).